# Pablo Herrera (giocatore di beach volley)
Pablo Herrera Allepuz (Castellón de la Plana, 29 giugno 1982) è un giocatore di beach volley spagnolo.

## Palmarès

### Olimpiadi
- 1 medaglia:
  - 1 argento (Atene 2004)

### World Tour
- 1 medaglia:
  - 1 bronzo (Berlino 2013)

### Europei
- 2 medaglie:
  - 2 ori (Mosca 2005; Klagenfurt 2013)